# Norbert Buschlinger
Norbert Buschlinger (* 6. Dezember 1957) ist ein ehemaliger deutscher Fußballspieler.

## Laufbahn
Über die Stationen ASV Esthal und VfL Neustadt kam das Defensivtalent Buschlinger 1978 in die Amateurabteilung des Bundesligisten 1. FC Kaiserslautern. Er wurde von Trainer Karlheinz Feldkamp in der Saison 1980/81 am 7. März 1981 erstmals in der Fußball-Bundesliga eingesetzt. Durch den Ausfall der Stammspieler Hans-Günter Neues und Wolfgang Wolf bedingt, wurde auf den Spieler aus der Amateurmannschaft zurückgegriffen und die Abwehr beim Auswärtsspiel gegen den MSV Duisburg mit Buschlinger, Werner Melzer, Michael Dusek und Hans-Peter Briegel besetzt. Das Spiel endete mit einem 1:1-Remis. Seinen siebten und letzten Einsatz in der Bundesliga hatte Buschlinger am 29. Mai 1981 beim 2:0-Auswärtssieg gegen Fortuna Düsseldorf, als er in der 37. Minute für Verteidiger Wolfgang Wolf eingewechselt wurde.
Nachdem er sich in Kaiserslautern gegen die starke Konkurrenz – die Lautrer belegten 1980/81 den vierten Rang in der Bundesliga – keine realistischen Einsatzchancen ausrechnete, wechselte er zur Runde 1981/82 in die 2. Fußball-Bundesliga zu Alemannia Aachen. In der Domstadt erlebte Buschlinger bei den Schwarz-Gelben aus dem Tivolistadion turbulente Zeiten auf der Trainerbank – Ahmann, Habig, Buhtz, Cendic, Ahmann, Fuchs, Ferner, Neururer, Grünther, Denizli, Krautzun – etablierte sich aber rasch zum Stammspieler an der Seite von Wolfgang Dramsch, Joaquín Montañés, Dietmar Grabotin und Rolf Grünther. Die besten Platzierungen waren in seiner Zeit in Aachen die zwei fünften Plätze 1985 und 1987 unter Trainer Werner Fuchs. Nach der neunten Runde, 1989/90, stieg der Abwehrspieler mit der Tivoli-Elf als 19. aus der 2. Liga ab. Insgesamt hatte er von 1981 bis 1990 in der 2. Fußball-Bundesliga 283 Ligaspiele absolviert und dabei drei Treffer erzielt. Er blieb nach dem Abstieg in Aachen und spielte in der Amateur-Oberliga Nordrhein.
Nach Ende seiner aktiven Karriere trainierte er verschiedene Mannschaften, so etwa von Dezember 1998 bis April 1999 die Frauen-Bundesligamannschaft des 1. FFC 08 Niederkirchen.